# Adàpids
Els adàpids (Adapidae) són un grup de primats extints. Pertanyen al subordre dels estrepsirrins, juntament amb els lèmurs i loris d'avui en dia, i probablement en foren els precursors.
Visqueren a la mateixa època que els omòmids, un altre grup de primats primitius. Probablement eren diürns i s'alimentaven de fruits i fulles (i possiblement d'insectes). Tenien el musell llarg amb fileres paral·leles de dents, amb un gran dimorfisme sexual quant a les dents canines. Les seves potes no presentaven adaptacions clares per grimpar als arbres.